# Raymann János Ádám
Raymann János Ádám, szlovákul: Ján Adam Rayman (Eperjes, 1692. december 6. – Eperjes, 1770. április 23.) orvosdoktor.

## Élete
Miután tanulmányait a hazában elvégezte, külföldre ment és Belgiumban látogatta az egyetemet. Leidenben 1712. december 16-án doktorrá avatták. Visszatérve hazájába Eperjes városa, majd Sáros vármegye főorvosának nevezte ki. A császári természettudományi társaság 1719. október 18-án tagjának választotta.  Több orvosi, járványügyi, meteorológiai, növénytani és dendrológiai munka szerzője. Jelentős egy himlőjárványról írt tanulmánya (Historia medica Variolarum Eperiesini in superiore Hungaria epidemice anno 1717 grassatarum…Ann. Phys. Med. Vratislavienses, 1717), ebben beszámolt a variolisatio terén elért kedvező eredményeiről. Bél Mátyással is kapcsolatban állt.
1719. október 18-án Raymannt a Leopoldina tagjává (338-as matrikulaszám) vették fel, I. ARISTOPHANES akadémiai álnévvel.

## Munkája
- Dissertatio inaug. medica De praecipuis diversitatis morborum fundamentis et curatione diversa. Lugduni Batavorum. 1712.